# 小嶋真子
小嶋 真子（こじま まこ、1997年〈平成9年〉5月30日 - ）は、日本のデザイナー、タレント、YouTuber。女性アイドルグループAKB48および派生ユニットてんとうむChu!の元メンバーである。
東京都出身。サンミュージックプロダクション所属。夫は俳優の木戸邑弥。

## 来歴
2012年
- AKB48第14期研究生オーディション合格。

2013年
- 7月20日、福岡ヤフオク！ドームで行われた『AKB48 2013 真夏のドームツアー〜まだまだ、やらなきゃいけないことがある〜』初日公演において、AKB48グループ研究生7名からなる新ユニットがサプライズ発表され、AKB48の岡田奈々・西野未姫、SKE48の北川綾巴、NMB48の渋谷凪咲、HKT48の田島芽瑠・朝長美桜とともにユニットのメンバーに選出される[4]。
- 7月31日、札幌ドームで行われた『AKB48 2013 真夏のドームツアー〜まだまだ、やらなきゃいけないことがある〜』札幌公演において、新ユニット名がてんとうむChu!と命名されたことが発表され、デビュー曲「君だけにChu!Chu!Chu!」を初披露する[5]。
- 8月24日、東京ドームで行われた『AKB48 2013 真夏のドームツアー〜まだまだ、やらなきゃいけないことがある〜』の東京ドーム公演3日目において、再発足したチーム4への昇格が発表される[6][7]。
- 11月3日に行われた峯岸チーム4「手をつなぎながら」公演の初日公演に出演[8]。

2014年
- 2月24日、Zepp DiverCityで開催された『AKB48グループ大組閣祭り』において、チームKへの異動が発表される[9]。
- 2月26日発売のAKB48の35thシングル「前しか向かねえ」で初のシングル表題曲選抜入り[10]。
- 4月24日、チームKに異動。
- 5月20日から6月6日にかけて投票が実施された『AKB48 37thシングル 選抜総選挙』で36位となり、ネクストガールズに選出される[Blog 1][11]。
- 9月11日から16日にかけてAiiA Theater Tokyoにて上演されたミュージカル『AKB49〜恋愛禁止条例〜』に、吉永寛子役で出演[12]。
- 12月16日、TOKYO DOME CITY HALLで行われた『第4回AKB48紅白対抗歌合戦』において、AKB48メンバーから7人が選抜され結成された新ユニット「ニャーKB with ツチノコパンダ」への参加が発表される[13]。

2015年
- 3月26日、さいたまスーパーアリーナで行われた『AKB48春の単独コンサート〜ジキソー未だ修行中!〜』において、チーム4への異動が発表される[14]。
- 4月8日、参加ユニット「ニャーKB with ツチノコパンダ」がアニメ『妖怪ウォッチ』（テレビ東京）のエンディングテーマ「アイドルはウーニャニャの件」でシングルCDデビュー[15]。
- 5月19日から6月5日にかけて投票が実施された『AKB48 41stシングル 選抜総選挙』で26位となり、アンダーガールズに選出される[Blog 2][16]。
- 9月13日にAKB48劇場で開催された「イヴはアダムの肋骨」（落語家・春風亭小朝プロデュースセットリスト）初日公演でのセンターポジションを担当[17]。
- 9月16日に横浜アリーナにて開催された第6回AKB48グループ じゃんけん大会1回戦で小嶋陽菜と対戦し敗退。1週間「小嶋」姓の使用禁止となり「まこ」名義での活動となった[18]。

2016年
- 4月27日、フットボールチャンネルが配信する『F.Chan TV』のメインMCを務めることが番組内で発表された[19][20]。
- 5月31日から6月18日にかけて投票が実施された『AKB48 45thシングル 選抜総選挙』で19位となり、アンダーガールズに選出される[Blog 3][21]。

2017年
- 1月27日、AKSからサンミュージックプロダクションへの所属事務所移籍を自身のSHOWROOMにおいて発表し[22]、4月1日付で正式に移籍した[23]。

2018年
- 6月15日から8月31日にかけて放送された日韓合同アイドルオーディション番組『PRODUCE 48』（Mnet・BSスカパー!）に参加[24]。

2019年
- 1月12日、TOKYO DOME CITY HALLで開催されたチームKの単独コンサート『AKB48 チームK単独コンサート〜チームKのKってなんのK?〜』において、時期を未定としつつAKB48からの卒業を発表した[25][26]。
- 4月27日、横浜スタジアムで開催された『AKB48グループ 春のLIVEフェス in 横浜スタジアム』のラストイベントであるAKB48のステージにおいて卒業セレモニーが行われた[27][28][29]。
- 5月12日、AKB48劇場で卒業公演を行い、AKB48メンバーとしての活動を終了[30][31]。同公演において今後YouTuberとして活動すること、ファンクラブを設立すること、自身がプロデュースするアパレルブランド「haluhiroine（ハルヒロイン）」を秋に立ち上げることを発表した[3][30][動画 1]。
- 5月25日にサンリオピューロランドにて『こじまこファンミーティング〜congratulation♡祭り〜inサンリオピューロランド』を開催[32]。
- 秋頃より、ストライプインターナショナル・プレスブログと連携して「haluhiroine（ハルヒロイン）」をローンチ[33]。9月21日から27日にかけて梅田・HEP FIVEにてPOPUPショップを開催し、同区画での初日売上と平均日商の最高記録を更新。歴代1位の売上を記録した[34]。

2024年
- 1月6日、俳優の木戸邑弥との結婚を発表[2]。

## 人物
愛称は、こじまこ。
3人姉妹の次女で、姉とは3歳離れている。
好き嫌いが激しい。小学生時代は、とても人見知りで、引っ込み思案であった。
中学生時代の3年間はソフトテニス部に在籍し、副部長を務めた。ソフトテニス部に入部したきっかけは、部のOGだった姉から「楽しいよ」と勧められたからである。
スタジオジブリの映画が好きで、とりわけお気に入りは『となりのトトロ』。
サッカーが好きで、応援するチームはヨーロッパではアトレティコ・マドリードで、中でもアントワーヌ・グリーズマン（サッカーフランス代表）がお気に入り。アトレティコ・マドリードの攻撃的な守備戦術を「エスカレーター・プレッシング」と命名している。Jリーグでは川崎フロンターレを2016シーズンの注目チームに挙げており「今後重点的に追っていきたい」と明言しているが、「シーズン毎に注目するチームを変えていくつもり」と話している。

### AKB48
同期の岡田奈々、西野未姫とともに「三銃士」と呼ばれていた。
小学生時代からアイドルには憧れていたが、目立つことが苦手だったため、「なりたい」という以前に「なれない」と思っていた。中学生時代、ソフトテニス部に在籍した3年間で根性がつき、いつの間にか新たなことに挑戦する勇気を持てるようになった。AKB48を目指す勇気ができたのは、今の自分があるのはその頃のおかげだと考えている。
高校受験の勉強に入る前に「一度だけ、アイドルになれるか挑戦してみよう」と思い、AKB48のオーディションを受けた。オーディション時のダンス審査では、当日に教えられたふりを覚えきれずに、あまり踊ることができず、面接では緊張してしどろもどろだった。歌唱審査ではaikoの「向かいあわせ」を歌った。
AKB48に入ったものの、ダンスは初心者であり、人一倍努力しないとついていけず、家に帰っても練習をした。
峯岸みなみとはグループ在籍時から姉妹のように仲が良く、プライベートでも頻繁に2人で会うなど交流が深い。
2021年5月22日に横浜・ぴあアリーナMMで開催された『峯岸みなみ卒業コンサート〜桜の咲かない春はない〜』では、峯岸チーム4のOGとして「清純フィロソフィー」「LOVE修行」の歌唱に参加した他、「桜の花びらたち」歌唱時のOG着用衣装の一部をhaluhiroineが提供していた。

## AKB48での参加楽曲

### シングル選抜楽曲
- 「UZA」に収録
  - 大人への道 - 「研究生」名義
- 「永遠プレッシャー」に収録
  - 私たちのReason
- 「So long !」に収録
  - 強い花 - 「研究生」名義
- 「さよならクロール」に収録
  - バラの果実 - 「アンダーガールズ」名義
  - LOVE修行 - 「研究生」名義
- 「恋するフォーチュンクッキー」に収録
  - 青空カフェ
- 「ハート・エレキ」に収録
  - 君だけにChu ! Chu ! Chu ! - 「てんとうむChu !」名義
  - 清純フィロソフィー - 「Team 4」名義
- 「鈴懸の木の道で「君の微笑みを夢に見る」と言ってしまったら僕たちの関係はどう変わってしまうのか、僕なりに何日か考えた上でのやや気恥ずかしい結論のようなもの」に収録
  - Party is over
  - 選んでレインボー - 「てんとうむChu !」名義
- 前しか向かねえ
- ラブラドール・レトリバー
  - 今日までのメロディー
  - 愛しきライバル - 「Team K」名義
- 「心のプラカード」に収録
  - ひと夏の反抗期 - 「ネクストガールズ」名義
  - 教えてMommy
- 希望的リフレイン
  - 初めてのドライブ - 「Team K」名義
- Green Flash
  - 春の光 近づいた夏
  - ヤンキーロック
  - 初恋のおしべ - 「てんとうむChu ! & かぶとむChu !」名義
- 僕たちは戦わない
  - Summer side - 「セレクション16」名義
  - “ダンシ”は研究対象 - 「てんとうむChu !」名義
- 「ハロウィン・ナイト」に収録
  - さよならサーフボード - 「アンダーガールズ」名義
  - ヤンキーマシンガン
  - 一歩目音頭
- 「唇にBe My Baby」に収録
  - 君を君を君を… - 「次世代選抜」名義
  - なんか、ちょっと、急に… - 「Team 4」名義
- 「君はメロディー」に収録
  - LALALAメッセージ - 「AKB48次世代選抜」名義
- 翼はいらない
  - 考える人 - 「Team 4」名義
- 「LOVE TRIP/しあわせを分けなさい」に収録
  - 伝説の魚 - 「アンダーガールズ」名義
- ハイテンション
  - 清純タイアド - 「てんとうむChu !」名義
- シュートサイン
  - アクシデント中 - 「AKB48 U-19選抜」名義
  - 誰のことを一番 愛してる? - 「坂道AKB」名義
- 願いごとの持ち腐れ
  - 前触れ
- 「#好きなんだ」に収録
  - だらしない愛し方 - 「アンダーガールズ」名義
- 11月のアンクレット
- ジャーバージャ
- Teacher Teacher
  - 終電の夜 - 「Team K」名義
- 「センチメンタルトレイン」に収録
  - サンダルじゃできない恋 - 「アンダーガールズ」名義
- 「NO WAY MAN」に収録
  - わかりやすくてごめん - 「PRODUCE48選抜」名義

### アルバム選抜楽曲
『次の足跡』に収録 
- チーム坂 - 「Team 4」名義
- スマイル神隠し - 「てんとうむChu !」名義

『ここがロドスだ、ここで跳べ!』に収録
- Conveyor - 「横山Team K」名義
- 僕たちのイデオロギー

『0と1の間』に収録
- 泣き言タイム - 「Team 4」名義
- てんとうむChu ! を探せ! - 「てんとうむChu !」名義

『サムネイル』に収録
- あの日の自分
- 青くさいロック

『僕たちは、あの日の夜明けを知っている』に収録
- 涙の表面張力

### その他の参加楽曲
シングル「アイドルはウーニャニャの件」（「ニャーKB with ツチノコパンダ」名義）
- アイドルはウーニャニャの件（テレビアニメ『妖怪ウォッチ』エンディング・テーマ）
- 不幸中の幸い少女

シングル「逆さ坂」（「じゃんけん民」名義）
- 奇跡のドア - 「AKB48」名義

配信限定楽曲
- 近いのに離れてる
- 恋人いない選手権

### 未音源化曲
ぱちスロAKB48 勝利の女神
- あなたの代わりはいない
- 君のニュース
- ヘビーローテーション
- AKBフェスティバル

### 劇場公演ユニット曲
チームK 6th Stage「RESET」
- 檸檬の年頃（前座ガールズ）

チームA 6th Stage「目撃者」
- ミニスカートの妖精（前座ガールズ）

チームB 5th Stage「シアターの女神」
- ロマンスかくれんぼ（前座ガール）

研究生公演「僕の太陽」
- アイドルなんて呼ばないで
- 僕とジュリエットとジェットコースター
- 向日葵

 研究生公演「パジャマドライブ」
- 天使のしっぽ
- 鏡の中のジャンヌ・ダルク（岡田彩花のユニットアンダー）
- てもでもの涙

峯岸チーム4「手をつなぎながら」公演
- ウィンブルドンへ連れて行って

横山チームK「RESET」公演
- 逆転王子様
- 心の端のソファー

春風亭小朝「イヴはアダムの肋骨」公演
- てもでもの涙（チームB 3rd Stage「パジャマドライブ」）
- 君だけにchu!chu!chu!
- 大声ダイヤモンド（アカペラ・ボイパver.）

田中将大「僕がここにいる理由」公演
- 君はペガサス

高橋朱里チーム4「夢を死なせるわけにいかない」公演
- Bye Bye Bye

「サムネイル」公演
- すべては途中経過

井上ヨシマサ「神曲縛り」公演
- 孤独な星空

込山チームK「RESET」公演
- 制服レジスタンス

## 出演

### テレビドラマ
- 女子高警察（2013年10月27日 - 2014年3月16日、フジテレビ）[41][42]
- マジすか学園4（2015年1月20日 - 3月31日、日本テレビ） - カミソリ 役[43]
- マジすか学園5（2015年8月25日、日本テレビ） - カミソリ 役[注 1]
- AKBラブナイト 恋工場 第13話「噂の転校生」（2016年6月2日、テレビ朝日） - 主演・冬実 役[45]
- キャバすか学園（2016年10月30日 - 2017年1月15日、日本テレビ） - イカ / カミソリ 役[46][47]

### バラエティ
- ゲームズ・ボンド（2018年3月16日 - 、テレビ朝日）[48][49]

### DVDドラマ
- SF 少女ドラマシリーズ「ADS77」（2013年、AKB48「恋するフォーチュンクッキー」特典映像） - コジマ 役

### ラジオ
- アッパレやってまーす! 木曜日（2014年4月17日 - 2018年4月5日、MBSラジオ）
- リッスン? 2-3（2016年3月度・2017年1月度、文化放送） - マンスリーパーソナリティー
- ゴチャ・まぜっ天国!（2018年4月5日 - 2020年4月23日、MBSラジオ）[50]

### 舞台
- ミュージカル「AKB49〜恋愛禁止条例〜」（2014年9月11日 - 16日、AiiA Theater Tokyo） - 吉永寛子役（大和田南那とダブルキャスト）[12]
- マジすか学園 〜京都・血風修学旅行〜（2015年5月14日 - 19日、AiiA 2.5 Theater Tokyo） - カミソリ 役[51]
- リーディングシアター「アドレナリンの夜」（2015年10月11日、Zeppブルーシアター六本木）
- マジすか学園 〜Lost In The SuperMarket〜（2016年7月25日 - 8月5日、赤坂ACTシアター） - カマボコ 役[52]
- リーディングシアター「恋工場」（2016年9月22日、ベルサール渋谷ガーデン Cホール）[53]

### CM・広告
- 香港・東海堂 「東海堂 真夏の果実」（2014年7月 - ）小嶋陽菜と共演[動画 5]
- M・A・C × the Press POWDER KISS LIPSTICK コラボムービー「EVENING kiss マンダリン オー」（2018年10月11日 - ）[54]

### イメージキャラクター
- サイバード BFBチャンピオンズ2.0〜Football Club Manager〜 応援サポーター（2017年8月28日 - ）[55]
- 日本損害保険協会 2018年度全国統一防火標語（2018年4月1日 - 2019年3月31日）[56]
- SBI FXトレード SNS公式アンバサダー（2025年4月 - ）[57]

### ネット配信
- マジすか学園4 外伝（2015年3月31日 - 5月5日、Hulu） - カミソリ 役
- マジすか学園5（2015年8月25日 - 10月27日、Hulu） - カミソリ 役[注 1]
- AKBホラーナイト アドレナリンの夜 第26話「友のために」（2016年1月7日、ビデオパス・テレ朝動画） - 主演・晴子 役[58]
- フットボールチャンネル F.Chan TV（2016年4月20日 - 、YouTube） - MC[19][59]
- 劇場版 ソードアート・オンライン -プログレッシブ- 星なき夜のアリア 攻略前夜祭（2021年10月29日、ABEMA）[60]

### イベント
- Social Apartment by the Press（2018年10月6日 - 8日、hotel koe tokyo）[61][62]
- KCON 2019 JAPAN KCON GIRLS（2019年5月19日、幕張メッセ 国際展示場ホール） - MC[63]
- KOBE COLLECTION 2021 ___TRIP！（2021年11月27日、大丸神戸店横エリア・三宮中央通り・フラワーロード） - ゲスト[64][65]